# Správní obvod obce s rozšířenou působností Jičín
Správní obvod obce s rozšířenou působností Jičín je od 1. ledna 2003 jedním ze tří správních obvodů rozšířené působnosti obcí v okrese Jičín v Královéhradeckém kraji. Čítá 77 obcí.
Města Jičín, Kopidlno, Lázně Bělohrad a Sobotka jsou obcemi s pověřeným obecním úřadem.

## Seznam obcí
Poznámka: Města jsou vyznačena tučně, městyse kurzívou.
- Bačalky
- Běchary
- Brada-Rybníček
- Březina
- Budčeves
- Bukvice
- Butoves
- Bystřice
- Češov
- Dětenice
- Dílce
- Dolní Lochov
- Dřevěnice
- Holín
- Cholenice
- Choteč
- Chyjice
- Jičín
- Jičíněves
- Jinolice
- Kacákova Lhota
- Kbelnice
- Kněžnice
- Konecchlumí
- Kopidlno
- Kostelec
- Kovač
- Kozojedy
- Kyje
- Lázně Bělohrad
- Libáň
- Libošovice
- Libuň
- Lužany
- Markvartice
- Mladějov
- Mlázovice
- Nemyčeves
- Ohařice
- Ohaveč
- Osek
- Ostružno
- Podhradí
- Podůlší
- Radim
- Rokytňany
- Samšina
- Sběř
- Sedliště
- Sekeřice
- Slatiny
- Slavhostice
- Soběraz
- Sobotka
- Staré Hrady
- Staré Místo
- Střevač
- Svatojanský Újezd
- Šárovcova Lhota
- Třtěnice
- Tuř
- Údrnice
- Újezd pod Troskami
- Úlibice
- Valdice
- Veliš
- Vitiněves
- Volanice
- Vrbice
- Vršce
- Vysoké Veselí
- Zámostí-Blata
- Zelenecká Lhota
- Železnice
- Žeretice
- Židovice
- Žlunice

## Obyvatelstvo
| Rok  | Obyv.  | ± %    |
| ---- | ------ | ------ |
| 1869 | 70 089 | —      |
| 1880 | 73 207 | +4,4 % |
| 1890 | 73 419 | +0,3 % |
| 1900 | 72 095 | −1,8 % |
| 1910 | 72 227 | +0,2 % |

| Rok  | Obyv.  | ± %     |
| ---- | ------ | ------- |
| 1921 | 70 021 | −3,1 %  |
| 1930 | 67 225 | −4 %    |
| 1950 | 54 339 | −19,2 % |
| 1961 | 53 248 | −2 %    |
| 1970 | 49 145 | −7,7 %  |

| Rok  | Obyv.  | ± %    |
| ---- | ------ | ------ |
| 1980 | 48 960 | −0,4 % |
| 1991 | 46 702 | −4,6 % |
| 2001 | 46 207 | −1,1 % |
| 2011 | 48 231 | +4,4 % |
| 2021 | 48 294 | +0,1 % |